# Глэйз, Терри
Терренс Ли Глэйз (англ. Terrence Lee Glaze; род. 29 ноября 1964 года, Арлингтон, штат Техас, США) — американский музыкант и вокалист, наиболее известный своей работой с метал-группой Pantera. После ухода из группы он присоединился к Lord Tracy.

## Pantera
Глэйз был одним из основателей Pantera в 1981 году вместе с соло-гитаристом Даймондом Дарреллом и барабанщиком Винни Полом.
Сам Терри был ритм-гитаристом. Также в оригинальный состав группы входили вокалист Донни Харт и бас-гитарист Томми Брэдфорд.
В 1982 году Харт уходит, и Глэйз берёт на себя вокальные обязанности, оставаясь при этом ритм-гитаристом. Через некоторое время уходит и Брэдфорд, и ему на замену приходит Рекс Браун, на тот момент известный как «Рекс Рокер». С августа 1983 года Глэйз перестал играть на гитаре, чтобы сосредоточиться исключительно на вокале.
Вместе с группой Терри участвовал на первых трёх альбомах: Metal Magic (1983), Projects in the Jungle (1984) и I Am the Night (1985). Все они были записаны в стиле глэм-метал.
Однако спор с музыкальным направлением группы в конечном итоге привел к тому, что Глэйзу пришлось покинуть Pantera, так как он хотел сохранить звучание глэм-метала, в то время, как остальные участники хотели иметь более тяжелое звучание. Вокальный диапазон Глэйза привлек внимание многих звукозаписывающих компаний A&R, и ему приписывают то, что он вывел Pantera на передний план хеви-метала.

## Lord Tracy
В 1986 году Глэйз присоединился к трём рок-музыкантам из Теннесси, чтобы сформировать Lord Tracy. Вместе с ними он выпустил Deaf Gods of Babylon в октябре 1989 года на Uni Records.
Через два года группа распалась, и Глэйз сформировал Blowphish, в которую также входил Майк Малинин, ранее игравший в Goo Goo Dolls.
Когда им не удалось заключить крупный контракт на звукозапись, Глэйз переехал в графство Принс-Джорджес, где начал играть на местном уровне со своей группой The Crayfish и иногда джемовать с другими местными музыкантами.
В мае 2006 года Глэйз появился в программе «VH1 Behind the Music: Pantera». Примечательные моменты включают в себя его рассказ о том, что Даймбэг Даррелл был похоронен со знаменитой гитарой Эдди Ван Халена, которая использовалась в эпоху Van Halen II.
В апреле 2010 года Рекс Браун пригласил Глэйза на сцену во время концерта Arms of the Sun в Далласе, чтобы исполнить пару старых треков Pantera: «All Over Tonight» и «Come-On Eyes». Это было его первое выступление с 1986 года с бывшим товарищем по Pantera.
В настоящее время Глейз живёт в Боуи, штат Мэриленд, со своей женой Лори и двумя сыновьями.

## Дискография
Pantera
- Metal Magic (1983)
- Projects in the Jungle (1984)
- I Am the Night (1985)

Lord Tracy
- Deaf Gods of Babylon (1989)
- Live (2004)
- Cull None (2005)
- 4 (2006)
- Porn Again (2008)